# Бурый протоптер
Бурый протоптер (лат. Protopterus annectens) — африканский вид древних лопастепёрых рыб из рода протоптеров.

## Описание

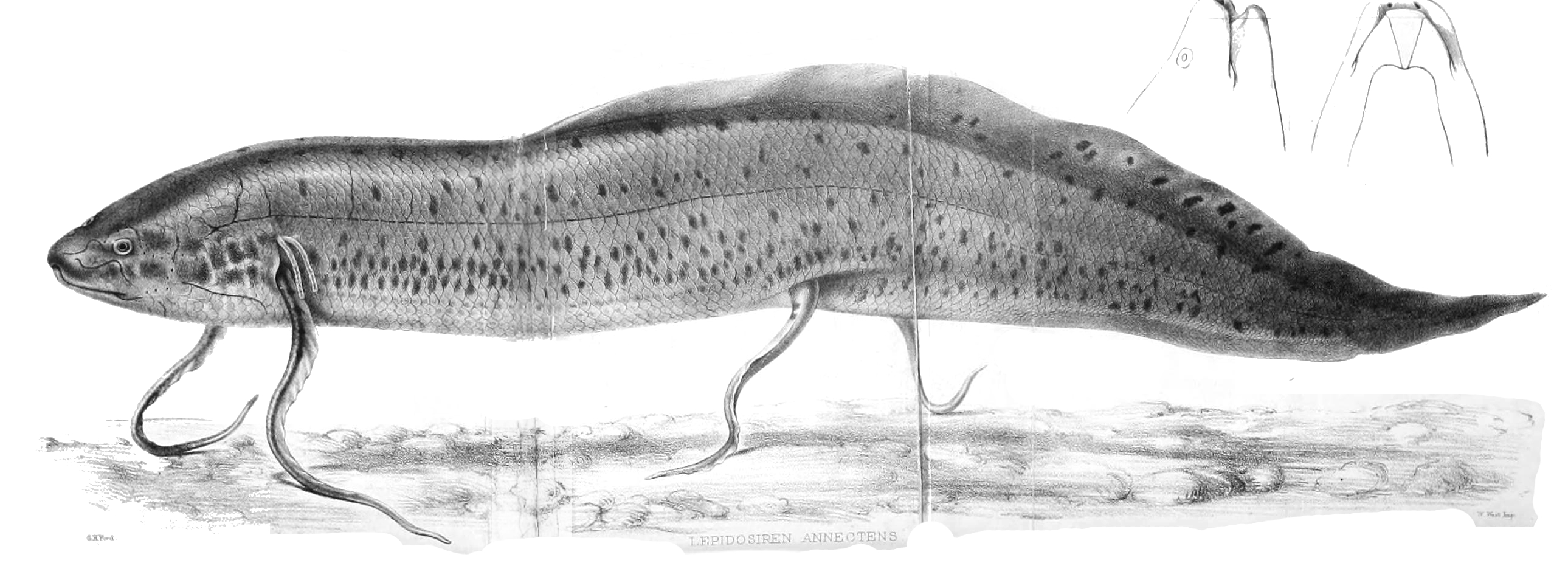
Бурый протоптер. Зоологическая иллюстрация в

Достигает максимальной длины 1 м и массы 4 кг. Цвет тела оливково-бурый со множеством тёмных пятен (бока светлее спины), брюхо грязно-белое. Тело вытянутое, в 9—15 раз длиннее, чем голова, в передней части круглое в поперечном сечении, за грудными плавниками — сжатое с боков; покрыто небольшими циклоидными чешуйками, глубоко погружёнными в кожу: 40—50 чешуек располагаются между жаберной крышкой и анальным отверстием и 36—40 до начала спинного плавника. Пар рёбер 34—37. У подвида P. a. brieni хвостовая часть тела чуть длиннее, чем у номинативного.
Три наружные жабры находятся позади жаберных отверстий и над грудными плавниками. Рыло выступающее, в верхней части с маленькими глазами диаметром 6,6—11 % длины головы. Широкий рот окаймлён ярко выраженными губами. Челюсти оснащены 4 роговыми пластинами, при помощи которых протоптер перетирает пищу. 
Грудные и брюшные плавники редуцированы до мясистых нитей. Брюшные плавники в 2 раза больше головы. Грудные плавники длинные, могут быть в три раза длиннее головы; их основание окружено бахромой.
Плавательный пузырь протоптеров преобразован в 2 лёгких, с помощью которых рыба способна дышать воздухом.
Половой диморфизм выражен слабо.
Живёт до 18 лет.

## Ареал
Ареал охватывает бассейны рек Сахеля, а также бассейны западноафриканских рек Комоэ, Бандама, Сьерра-Леоне и территории Гвинеи; бассейн верхней Конго, средней и нижней Замбези, все реки восточного побережья северней Лимпопо. Подвид P. a. brieni обитает в озере Руква.
Вид широко распространен в страхах Западной Африки — Мали, Буркина-Фасо, Сенегале, Гамбии, Гвинее, Сьерра-Леоне, Кот-д’Ивуаре, Гане, Того, Бенине, Нигере, Нигерии, Камеруне, в странах Центральной Африке (Центральноафриканская Республика, Чад, Судан), в Кении, Танзании и др.

## Биология

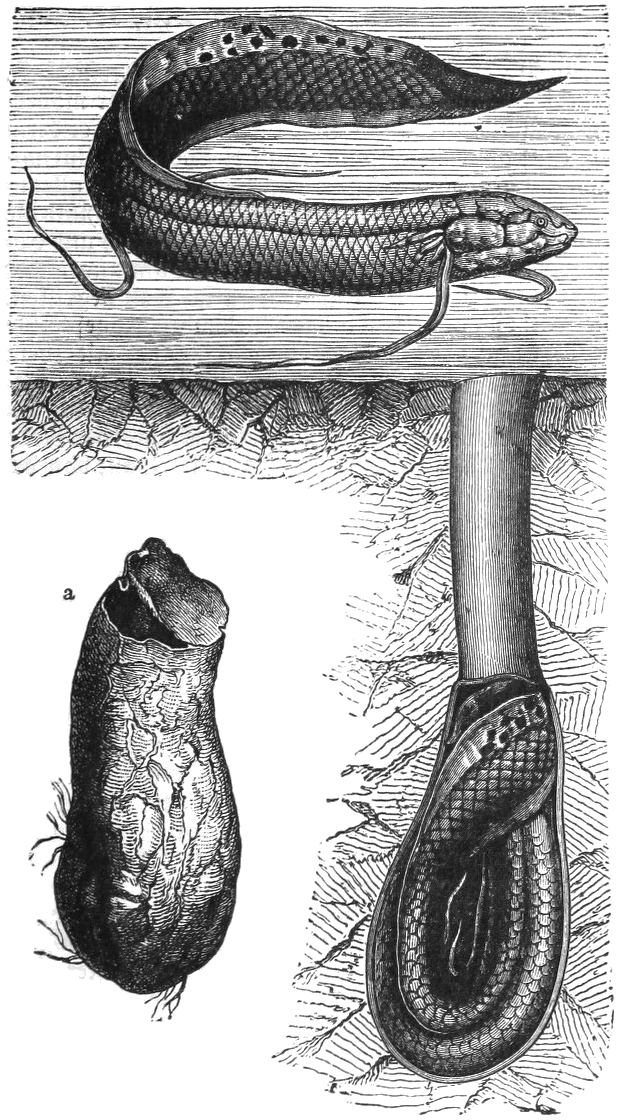
Взрослый бурый протоптер, его кокон и гнездо. Зоологическая иллюстрация из энциклопедии

Встречается в болотах и заводях рек и озер. Вид тесно связан с жизнью водных растений с точки зрения экологии размножения и питания. 
Гнёзда строятся на заросших сорняками участках. Обычно бурый протоптер живет в поймах рек, и когда они высыхают в засушливый сезон, выделяет вокруг себя тонкую слизь, которая высыхает, образуя хрупкий кокон; протоптер может находиться в этом состоянии более года, хотя обычно впадает в спячку только с конца одного сезона дождей до начала следующего. При неблагоприятных условиях способен переносить голод более 3 лет. Находясь в спячке, рыба буквально вгрызается в субстрат, выбрасывая ил из жаберных отверстий; может зарываться на 3—25 см ниже дна в зависимости от длины рыбы; протоптер извивается, тем самым выдалбливая комнату в форме луковицы и останавливаясь носом вверх. Он дышит воздухом у входа в трубку камеры, а затем погружается обратно в расширенную часть комнаты. Когда вода исчезает, воздух попадает к рыбе через трубку на поверхности.

## Размножение
В сезон дождей бурые протоптеры нерестятся в болотах, где они строят гнёзда, в которые откладывают яйца белого цвета диаметром около 4 мм. Гнездо обычно размещается среди корней водной растительности, где самец ухаживает за несколькими самками в течение сезона размножения. Самцы подвида P. a. brieni для нереста выкапывают U-образную нору глубиной около 60 см.
Личинки вылупляются через восемь дней и покидают гнездо через двадцать дней. Самцы аэрируют икру движениями тела и плавников и некоторое время защищают молодняк после инкубации.

## Содержание в аквариуме

### Условия
Несмотря на то, что протоптеры не очень активны, они нуждаются в достаточно большом аквариуме объёмом не менее 1000 л (180 см x 45 см x 45 см).

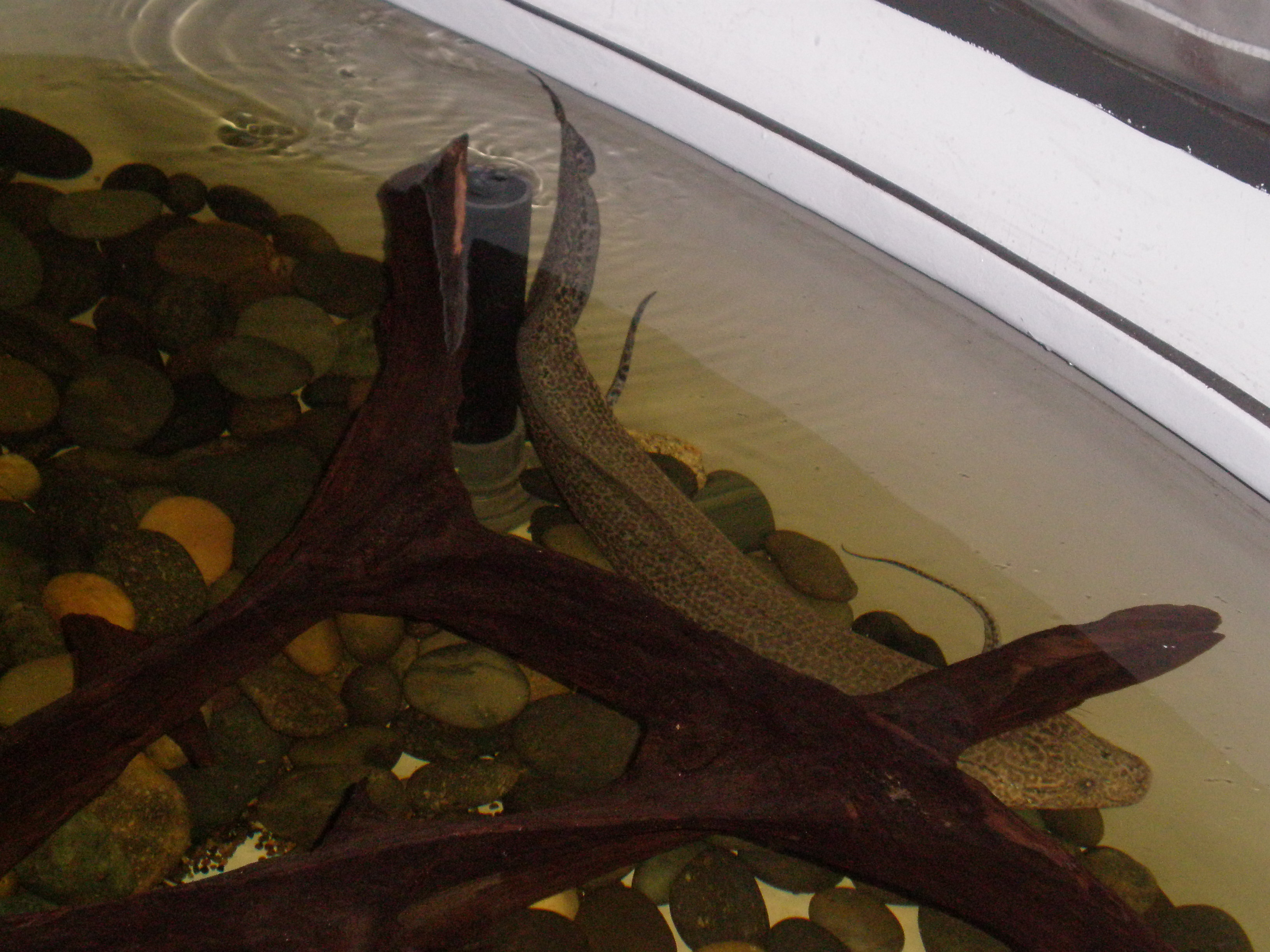
Бурый протоптер в аквариуме

Движение воды должно быть сведено к минимуму. Можно создать укрытие в виде корней, ветвей, или больших гладких камней. Любое искусственное освещение должно быть очень тусклым. Песчаный или илистый субстрат полезен, но не обязателен. Крышка аквариума должна быть достаточно массивной, чтобы рыба не могла из него выбраться. Следует оставлять достаточный (от 15 см) зазор между крышкой и поверхностью воды,, чтобы обеспечить постоянный доступ к атмосферному воздуху.
Рекомендуемые показатели воды: температура от 24 до 30 °С; pH 5.0— 7.5;  жёсткость воды — мягкая (1—10 dGH).
Протоптеров рекомендуется содержать поодиночке. Могут проявлять агрессию по отношению к другим рыбам, которых могут укусить и травмировать; нетерпимы к сородичам.

### Кормление
Всеядный, непритязательный в кормлении вид. Питается мелкой рыбой, амфибиями, моллюсками, растениями. Адаптируется к разнообразным кормам: креветкам, насекомым, мидиям, вафлям из водорослей, разнообразным растительным кормам. Крупным экземплярам можно давать целую рыбу.

## Подвиды
- Protopterus annectens subsp. annectens (Owen, 1839) — типовой подвид, который, в отличие от других видов протоптеров, может обитать в солоноватой воде[11].
- Protopterus annectens subsp. brieni Poll, 1961